# Basílicas (código)

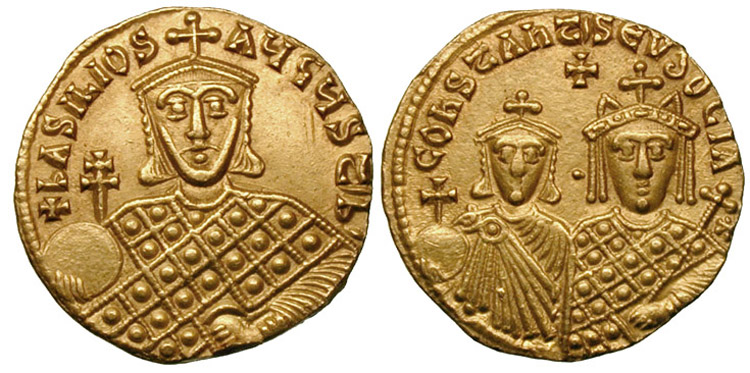
Soldo de ouro de r. e sua esposa Eudócia Ingerina

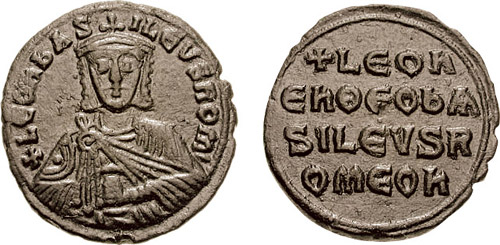
Fólis de r.

Basílicas (em grego: Βασιλικά; romaniz.: Basiliká; lit. "as leis imperiais") foi um termo empregado do século XI em diante para designar uma coleção de leis divididas em seis volumes ou 60 livros, começada sob o imperador Basílio I, o Macedônio (r. 867–886) e concluída nos primeiros anos do reinado de Leão VI, o Sábio (r. 886–912), provavelmente no Natal de 888; presumivelmente os primeiros 40 livros foram feitos durante o reinado de Basílio I, restando a seu filho os demais 20. Ainda é controverso para os estudiosos a origem do termo Basílicas. O código em si parece ter sido originalmente intitulado "A revisão das Antigas Leis" (ἡ ἀνακάθαρσις τῶν παλαιῶν νόμων). Depois disso, veio a ser chamado ἡ ἑξηκοντάβιβλος, que é um termo derivado da divisão do trabalho em 60 livros. Finalmente, antes do fim do século X, o código passou a ser designado ὁ βασιλικός ou τὰ βασιλικά (formas elípticas de ὁ βασιλικὸς νόμος e τὰ βασιλικά νόμιμα), nomeadamente "A lei imperial" ou "As constituições imperiais". Esta explicação do termo Basílicas é mais provável que a teoria dos juristas dos séc. XI-XII que afirmavam que o termo deriva do nome grego de Basílio, ou de seu filho Leão VI.
Afirma-se que uma nova revisão teria sido feita por Constantino VII Porfirogênito (r. 912–959), o filho e sucessor de Leão VI, mas esta afirmação repousa apenas na autoridade de Teodoro Bálsamo, um canonista muito culto do século XII, que, em seu prefácio do Nomocano do patriarca Fócio, cita passagens das Basílicas que diferem do texto do código como revisado pelo imperador Leão VI. O peso da autoridade, contudo, está contra qualquer nova revisão do código que tenha sido feita após a revisão formal que ocorreu durante o reinado do imperador Leão VI, que nomeou uma comissão de juristas sob a presidência de Simpácio, o capitão da guarda, para revisar o trabalho de seu pai, a qual ele faz alusão em suas Novelas. A última conclusão parece mais provável pelas circunstâncias, uma vez que o texto do código, como revisado por Leão VI, está de acordo com as citações presentes nos trabalhos de Miguel Pselo e Miguel Ataliates, ambos altos dignitários da corte de Constantinopla, que viveram um século antes de Bálsamo, e que não citam qualquer segunda revisão do código durante o reinado de Constantino VII, bem como outras citações das Basílicas que são encontradas nos escritos de Mateus Blastares e de Constantino Armenópulo, ambos escritos logo após Bálsamo.

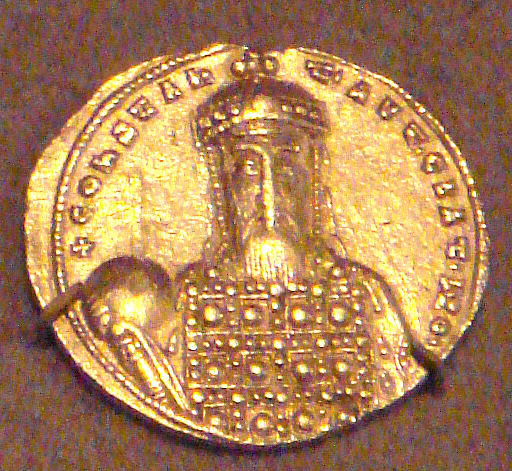
Soldo de ouro de r.

De acordo com o prefácio incorporado por Leão, a obra era para ser uma compilação claramente organizada do material legal contido nas quatro partes do Código de Justiniano (Código, Digesta, Instituições e Novelas), eliminando tudo aquilo que fosse supérfluo. Os livros estão subdivididos em títulos, que são organizados de acordo com o assunto e são sempre estruturados de modo que os capítulos da Digesta precedam os do Código, que por conseguinte precedem os das Novelas. Enquanto alguns dos livros das Basílicas foram integralmente preservados, outros podem ser reconstruídos apenas parcialmente através de evidência indireta fornecida pelo Epanagoge Aumentado, a Sinopse das Basílicas, o Peira, o Tipúcito, e o comentário de Teodoro Bálsamo. Presumivelmente em meados do século XI, um comentário catena foi adicionado a obra, composto principalmente de excertos dos escritores antecessores (os então chamados "escólios antigos") do século VI; comparados a eles, os "escólios novos" (dos séculos XI-XII) são poucos em número.
Exceto pelos manuscritos e fragmentos gregos, não há até tardiamente qualquer porção do código nos trabalhos dos juristas da Europa Ocidental. O primeiro a tratar sobre o código foi Víglio de Ayatta, em seu prefácio para sua edição do grego Paráfrase de Teófilo, publicado em 1533. Um século depois, Charles Annibal Fabrot, sob o patrocínio de Luís XIII de França (r. 1610–1641), publicou uma edição dos 60 livros das Basílicas, que embora um trabalho de considerável mérito, foi uma representação muito imperfeita do código original. Um texto recém-restaurado e mais completo dos 60 livros foi publicado em Lípsia em seis volumes (1833-1870), editado por K. W. E. Heimbach e G. E. Heimbach. Fora este, o advogado Mortreuil publicou em Paris em 1846 seu Histoire au droit byzantin,  um registro bem completo sobre os enquirídios e sinopses das Basílicas.